# Cattedrale della Trinità (Easton)
La cattedrale della Trinità (in inglese: Trinity Cathedral) è una cattedrale episcopale situata a Easton, in Maryland, Stati Uniti d'America. La chiesa è sede della diocesi episcopale di Easton.
La costruzione della chiesa ha avuto inizio nel 1891. Fatta eccezione per la guglia, la chiesa è stata completata nel 1894 in stile neogotico. È stata quindi consacrata il 25 maggio dello stesso anno come cattedrale diocesana. Le vetrate risalgono agli anni 1891-1979 e riflettono i diversi stili del tempo. La guglia della torre è stata completata nel 1978.